# Афоніна Таїсія Кирилівна
Афоніна Анастасія Кирилівна (нар. 13 травня 1913, Миколаїв, Російська імперія (нині Україна) — 19 квітня 1994, Санкт Петербург, Російська Федерація) — радянський художник, живописець, графік, член Санкт-Петербурзького Союзу художників (до 1992 року — Ленінградської організації Спілки художників РРФСР).

## Життєпис
Таїсія Кирилівна Афоніна народилася 13 травня 1913 року в місті Миколаєві в сім'ї майстра суднобудівного заводу «Наваль» (після революції суднобудівний завод імені Андре Марті) Афоніна Кирила Миколайовича. Її мати Єфросинія Семенівна Гончарова, дочка відомого в Луганську коваля паровозобудівного заводу Гартмана, займалася домашнім господарством.
У 1931 р. після закінчення школи-дев'ятирічки Таїсія приїхала в Ленінград для продовження навчання. У 1932—1936 роках займалася на вечірньому відділенні робітфаку, потім в підготовчих класах при Всеросійській Академії мистецтв.
Навесні 1936 р. після закінчення підготовчих класів була зарахована на перший курс живописного факультету Ленінградського інституту живопису, скульптури та архітектури. Займалася у Михайла Бернштейна, Павла Наумова, Віктора Орєшникова.
Війна застала Таїсію Афоніна на останньому курсі інституту за роботою над дипломною картиною «Свято на Неві». Разом з сином і матір'ю вона евакуювалася спочатку до Осташкова, потім до Вишнього Волочка, потім до Луганська.
Після визволення Луганська у 1943 році брала участь у його відновленні, викладала малюнок і живопис в художньому училищі. Восени 1943 року з групою художників їде до Краснодона оформляти клуб перед врученням орденів батькам загиблих молодогвардійців. Пізніше, у 1946 році, в травневому випуску газети Академії мистецтв «За соціалістичний реалізм», вона напише: «Я бачила шахту, куди їх скинули, залишки їх закривавленого одягу, в'язниці, де їх катували. Я говорила з їх матерями і подругами. Мені хотілося розповісти, написати про все, про всю їх короткою героїчного життя.»
У 1946 році Афоніна закінчила Ленінградський інститут живопису, скульптури та архітектури імені В. Е. Рєпіна по майстерні монументального живопису Ігоря Грабаря. Її дипломна робота — картина «Дівчата Донбасу». До теми своєї передвоєнної дипломної картини — свята на Неві — Афоніна повернулася через двадцять років, написавши в 1959—1960 роках картину і серію дивно тонких за настроєм етюдів.
Після захисту диплома продовжила роботу в Луганську і лише в 1952 році повертається до Ленінграда. Саме луганський музей імені К. Ворошилова придбав у 1943 році перші три роботи Афоніною: картини «Німці прийшли», «Викрадення в Німеччину», «Зустріч». В подальшому її роботи купувалися музеями Ленінграда, Костроми, Краснодона, Старої Ладоги, Музеєм сучасного мистецтва в Парижі.
Таїсія Афоніна була членом Санкт-Петербурзького Союзу художників (до 1992 року — Ленінградської організації Спілки художників РРФСР) з 1947 року. Брала участь у виставках з 1940 р., експонуючи свої роботи разом з творами провідних майстрів образотворчого мистецтва Ленінграда. Писала портрети, пейзажі, жанрові композиції, натюрморти, етюди з натури. Працювала в техніці олійного живопису та акварелі. Якщо в перші роки після закінчення інституту її захоплює військова тематика і пафос відродження, то в 1950-1970-ті роки вона частіше звертається до жанру портрета і ліричного пейзажу. Ленінград, Україна, Карпати, Мещерські місця, древній Волхов з творчою базою ленінградських художників в Старій Ладозі — тут вона пише величезну кількість натурних етюдів. У 1989—1992 роках роботи Т. К. Афоніною з успіхом були представлені на виставках і аукціонах російського живопису L' Ecole de Leningrad та інших у Франції.
Для творчості Таїсії Афоніною характерне використання прийомів живопису тональної, інтерес до передачі световоздушной середовища і найтонших колористичних відносин. Серед створених нею творів картини «Ливарний конвеєр» (1947), «Портрет З. Кизильштейн-Михайлової» (1955), «Вітряний день» (1956), «Під Рязанню» (1958), «Весна», «Блакитна ніч», «Після дощу», «У старого Тучкова мосту» (всі 1959), «На річці Ждановці» (1960), «Портрет китайського студента» (1961), «Натюрморт з вербою», «Портрет О. Берггольц», «Маринка», «Шипшина. Натюрморт» (всі 1964), «Портрет А. С. Гребенюк», «Портрет ентомолога С. Келейниковой» (обидві 1975), «Портрет кореянки Тамари» (1977), «Портрет письменника Н. С. Тихонова» (1980). У 1980-ті роки її особливим захопленням стали квіти: урочисті троянди, польові ромашки, перші тюльпани. Їх вона писала переважно в техніці акварелі.
Характеризуючи особливості творчої манери Афоніної, журнал «Мистецтво» писав у 1965 році про один з її портретів: «Живий інтерес до свого сучасника, прагнення відкрито висловити свою думку про зображуваних людей, дати відповідну сутності характеру цілком певну естетичну оцінку виступає як типова риса багатьох портретів і, в тому числі, портрета О. Берггольц роботи Т. Афоніної. Афоніній близький зображуваний нею образ поетеси, автора „Лютневого щоденника“ і „Ленінградської поеми“, ленінградки, людини великої громадянської мужності. У портреті Афоніною — Ольга Берггольц, з її поезією, з її повними громадянського пафосу тривогами. І ця громадянськість глибоко сучасна, хоча й постає як спогад, гострий, напружений, про інший час, який теж належить нам, — про наше вчора, тривожний і повний трагізму воєнний час, час блокади Ленінграда. Через неповторний у своїй індивідуальності образ художниця розкриває кращі риси покоління — здатність всього себе віддати людям, справі, якій служиш, і підкреслює неминущу цінність цих людських рис».
Померла 19 квітня 1994 року в Санкт-Петербурзі на 81-му році життя.
Твори Т. К. Афоніною знаходяться в музеях Ленінграда, Костроми, Луганська, Краснодона, Старої Ладоги, в приватних зібраннях в Росії, США, Франції та інших країнах.